# Sursis concordataire
Le sursis concordataire est le prêt d'argent dans une banque pour une durée de 3 à 6 mois. Il permet à une entreprise d'éviter temporairement la faillite.

## Concept
Le sursis concordataire vise à éviter à des entreprises une faillite imminente par une recapitalisation temporaire. L'entreprise utilise le temps qui lui est accordé pour se restructurer.
Les sursis concordataires font l'objet de procédures judiciaires depuis au moins le XIXe siècle. Un jugement de 1893 estime qu' « il y a lieu à révocation du sursis concordataire accordé à un débiteur, lorsqu'il vient à être constaté, dans la suite, que le bilan présenté par le débiteur à l'appui de sa demande était erroné ».
Le sursis concordataire a fait l'objet de réformes à travers les décennies. Le droit suisse dispose d'une procédure de sursis concordataire, qui a été particulièrement utilisée après la crise économique mondiale de 2008.Il reste cependant peu utilisé : quelques dizaines de cas sont enregistrées par année en Suisse.